# 沃洛科拉姆斯克保卫战 (1612年)
沃洛科拉姆斯克保卫战（俄语：Оборона Волоколамска）是1612年12月，波蘭國王齐格蒙特三世率軍進攻俄羅斯沙皇國的沃洛科拉姆斯克的一場戰役。俄羅斯沙皇國的守軍拒绝投降并击退了波蘭人的三次进攻。最終波兰军队撤退。